# 牛牧屯天主堂
牛牧屯天主堂，全名天主教北京教区牛牧屯大圣若瑟堂，位于北京市通州区西集镇牛牧屯村，隶属天主教北京教区。

## 简介
牛牧屯天主堂位于通州区西集镇牛牧屯村中心。东临潮白新河（该河是北京市与河北省的界河），南面与大运河相邻。圣堂现在占地面积约5亩，分成三个院落。牛牧屯天主堂又名大圣若瑟堂，在北京教区内现在仅有王府井天主堂及牛牧屯天主堂是以大圣若瑟为主保的圣堂。
牛牧屯天主堂始建于清朝光绪二十八年（壬寅年，1902年）。1922年因火灾而重建，新建的圣堂为砖石结构，占地面积10余亩。1957年停止宗教活动。1962年圣堂被全部拆毁，其建筑材料及院落被村民占用。1988年，牛牧屯村的教友集资出力在原圣堂的位置复建了一座罗马式砖瓦结构圣堂，占地面积约160平方米，可容200余人。1989年3月19日，北京教区傅铁山主教为新圣堂祝圣，圣堂正式启用，圣堂主保仍为大圣若瑟。2009年起，圣堂因漏雨导致后部大面积损毁。2011年通州区、镇两级人民政府出资17万元人民币，北京教区出资3万元人民币，合计20余万元人民币，将圣堂的门窗、屋顶、线路、内饰等全部重建。2011年圣诞节，新圣堂投入使用。

## 主任司铎
1. 刘永斌神父（1993年—？）
2. 张芝茂神父（？—？）
3. 刘谦逊神父（？—？）
4. 张继雄神父（？—？）
5. 裴冬神父（？—？）
6. 马曌神父（？—2011年）
7. 赵亮神父（2011年2月—2016年，同时负责王庄祈祷所牧灵工作）[3]
8. 邓剑神父（2016年3月—，同时负责王庄祈祷所牧灵工作）[4]

## 附：王庄祈祷所
王庄祈祷所位于通州区西集镇王庄。2010年代一直属于牛牧屯堂区。